# Myasnikyan
Myasnikyan (en arménien Մյասնիկյան) est une communauté rurale du marz d'Armavir, en Arménie. Elle compte 4 523 habitants en 2009.